# パトリック・ヘッド
パトリック・ヘッド(Sir Patrick Head)は、1946年6月5日、イングランド ファーンバラ生まれの自動車技術者。ウィリアムズ・グランプリ・エンジニアリングの共同創設者。
1977年の創業時から継続的に25年間、同社のエンジニアリング・ディレクター(製造部門のトップ)を務め、F1での多くの革新を担当し、ウィリアムズ F1チームの全盛時代を支えた。2011年にチームの重職から離れ、国際自動車連盟（FIA）安全委員会委員長などを歴任した。

## 初期の経歴
父親が1950年代にジャガーのスポーツカーでレースに参加していたこともあり、モータースポーツに囲まれて育ったと言える。
ウエリントン・カレッジで学び、イギリス海軍に入隊したが、すぐに軍隊が自らの天職とは言えないことを悟り、除隊して大学へと進学した。
最初はバーミンガム大学、後にボーンマス大学(en)、続いてロンドン大学系列のユニヴァーシティ・カレッジ・ロンドンで学び、1970年、機械工学科を学位を取得して卒業。
1970年、英国ハンティンドンにあるローラ社に入社。ここで彼は、後にベネトンやスクーデリア・フェラーリの設計に携わって好敵手となる、ジョン・バーナードとの友情を育んだ。
ヘッドは自動車製造業や技術企業を設立しようとする数多くの新プロジェクトに関わり、 ヘスケスF1チームのハーベイ・ポスルスウェイトの設計チームに所属していた(1973年)ことからフランク・ウィリアムズと出会うことになった(ウルフ-ウイリアムズ)(ウルフ-ウィリアムズ・FW05(1975年))。しかし、この分野でうまく成功を掴めなかったことに幻滅したヘッドは、モータースポーツを諦めてコーリン チャップマンのボート事業に関連する企業へと転職していた。
1976年、当時34歳だったフランク・ウィリアムズは自分自身のチームを立ち上げる機が熟したと考え、ヘッドを再びF1の世界へ引き戻すべく勧誘した。この時テクニカル・ディレクターの採用試験の面接で『1日12時間、週7日間でも働く意欲があるか？』というウィリアムズの質問に対してヘッドが『ありません。でもそんなに頑張らなければいけないのは、やり方が悪いからですよ』と答えた逸話がある。
一旦はうまく行かなかったものの、1977年2月8日にウィリアムズ70%、ヘッド30%の出資によってウィリアムズ・グランプリ・エンジニアリング社が設立された。同年にはチームは市販のマーチ・シャシーを用いて出走したが、1978年はサウジ航空の後援を受け、オーストラリア人ドライバーのアラン・ジョーンズと契約し、独立したチームとして参戦する道筋をつけた。だが、予算は乏しく、ウィリアムズはしばしば電話ボックスから経営を取り仕切る羽目になったが、それでもヘッドはウィリアムズ・グランプリ・エンジニアリングとしては初のマシンFW06を設計し出走させた。
1978年シーズンにはウィリアムズは選手権で11ポイントを稼いでコンストラクターズランキング9位に食い込み、第15戦にはジョーンズがチームを初めて表彰台へと導き、ここから上昇気流に乗り始めた。1979年第5戦から準備を重ね設計していたFW07を投入。同年の第9戦イギリスグランプリではクレイ・レガッツォーニのドライブによって、その後100を超えることになる優勝の最初の1勝を挙げた。その後、チームはさらに4勝を勝ち取り、ヘッドはグランプリにおけるデザイナーとしての名声を得た。
- 1979年には、フランク・ダーニーが移籍し、ヘッドの下で空力設計を担当。 パトリック ヘッドの最初の空力アシスタントとなり、ロンドンのインペリアル カレッジ風洞で働きながら、ヘッドのアシスタント デザイナーのニール・オートレイ(1977年入社)、がFW07を創出するのを手伝った。

- インペリアル カレッジ ロンドン工学部機械工学科卒修士のマーク・ウィリアムズが、1982年に、リカルド(Ricardo Consulting Engineers)[12]勤務の合間に足を運んでフリーランスのレーシングカーの設計をしたという、ホヴ(Hove)[13]に拠点を置く Delta Cars[14] は、ヘッド主宰によるフォーミュラフォード2000を製造したコンストラクターであり、この時期は未だウィリアムズ専属ではないという。

## 1980年代
1980年はFW07の改良型のFW07Bで戦う決断をしたが、熟成の進んだマシンを武器にしてアラン・ジョーンズとチームはドライバーズ／コンストラクターズの両タイトルを獲得し、ウィリアムズをトップチームの座に押し上げた。1980年代にはさらに幾つかの栄光を手に入れ、やがてヘッドは自分自身でデザインを行うことから手を引いて、設計・製造からレースやテストなどすべての分野をまとめて監督するテクニカル・ディレクターという役割を生み出すことになった。1980年代を通じて彼は多くの革新的コンセプトを生み出したことでも知られる。たとえば1982年には6輪車をテストし、また1993年には従来型のギアボックスを置き換えエンジンの最適回転数を維持し続けることのできる無段変速トランスミッションを考案した。しかし、これらの機構はいずれも（同様のシステムを開発する時間を惜しんだ他チームの圧力による）技術規定の変更のため、実戦には投入されなかった。
1986年、シーズン開幕前にフランク・ウィリアムズが交通事故で重傷を負ったため、ヘッドと他の経営陣はチームの運営を任されることになった。こうした動揺があったものの、ヘッドの一時的な指揮の下、チームは1986年のコンストラクターズと1987年のダブルタイトルを獲得した。

## 黄金時代と遺産
ニール・オートレイ、ロス・ブラウン、フランク・ダーニー、エグバル・ハミディ、ジェフ・ウィリス、エンリケ・スカラブローニといった多くのトップエンジニアたちは、キャリアの初期においてヘッドの監督下で働き、他のチームで上級職に就いた。特にロス・ブラウンはフェラーリにおいてヘッドと同等の地位に就くという成功を遂げた。ヘッドとエンジニアたちとの連係で最も実り多い時期は、直前にレイトンハウスを解雇されたエイドリアン・ニューウェイを引き抜いた1990年に始まると言える。2人はすぐに1990年代における類いまれなデザイン面での連係を実現し、かつてないレベルでF1を席巻するマシンを作り上げた。1991年から1997年までの7年間で、ウィリアムズはドライバーズタイトルを4回、コンストラクターズタイトルを5回獲得し、59勝を挙げた。

## 苦戦と引退
1997年にニューウェイが去ってから、ウィリアムズは迷走し、2000年にBMWエンジンを手にして、2003年にはタイトル争いにおいて接戦に持ち込んだが、それを最後に力を使い果たしたように成績は下降線をたどることとなった。そして2004年、ヘッドがテクニカル・ディレクターを辞職し、33歳のサム・マイケルが後任となることが発表された。
ヘッドのエンジニアリング・ディレクターへの異動は事実上の降格であり、また彼がもはやかつての栄光をチームにもたらすだけの力を持たないことをフランク・ウィリアムズがついに認めたという意味であると広く受け止められた。ただ、この時ヘッドは58歳であり、日本的に言えば還暦に近かったため、降格というよりは年齢によるセミリタイアという意味合いが強かった。実際、チームが危機に陥った2006年には本格的に復帰している。
2006年ごろの潮流であった自動車メーカーの多くがF1チームの株式を取得する流れの中で、ヘッドが自分の所有分をBMWに売却したのではないかという観測が存在したがこれは誤りである。この背景は2004年ごろからBMWはウィリアムズを買収してワークス参戦するべく、チームとの交渉が行われており、その過程で生まれた噂話である。ただ、それに反対派の一人であったヘッドがその最中に辞職したことがある種の信ぴょう性を与えた形となった。ただし、2011年にウィリアムズがフランクフルト証券取引所に上場した際、ヘッドも自らの所有する株式の一部を市場に放出しており、2015年現在の持株比率は10%まで低下している。
2011年末をもってチームの取締役ならびにエンジニアリング・ディレクターの職から退いたことが発表された。今後は関連会社のウィリアムズ・ハイブリッド・パワー・リミテッド社の役員に就任し、F1現場からは完全に離れた。
2015年、英王室より「Knight Bachelor」（騎士学士）の称号を叙任。
勇退後はFIA安全委員会に所属し委員長を務めていたが、2019年3月の開幕直後からは、深刻な低迷に陥っているウィリアムズF1の人員再編成に関するコンサルタント業務にも従事することになり、8年ぶりにF1へ復帰した。
2022年、FIAの会長がモハメド・ビン・スライエムに交代したことに伴う組織見直しの一環として、安全委員会の委員長をサム・マイケルに引き継ぎ退任した。

## 声の大きさ
ヘッドは声が大きいことで有名である。2011年にチームに所属しているドライバー（ルーベンス・バリチェロとパストール・マルドナド）によると、エンジニアと無線で会話しているときにヘッドの声が邪魔でエンジニアの声が聞こえなくなることや、ヘッドの声は暴れ馬がいなないているようなものであるといわれる。
1987年から1992年にかけてウィリアムズに在籍したリカルド・パトレーゼは、「お互い熱くなると大変だった。声の大きさではヘッドと勝負にならなかった」と評している。